# Logan (Ohio)
Pour les articles homonymes, voir Logan.
Logan est une ville de l'État de l'Ohio, aux États-Unis.
Elle est le siège du comté de Hocking.

## Géographie
Selon les données du Bureau du recensement des États-Unis, Logan a une superficie de 8,0 km² (soit 3,1 mi²) entièrement en surfaces terrestres.

## Démographie
Logan était peuplée, lors du recensement de 2000, de 6 704 habitants.